# 国務会議 (イングランド)
国務会議（こくむかいぎ、英：English Council of State）とは、かつて清教徒革命（イングランド内戦）期のイングランド共和国に存在した政治機関である。行政の仕事をこなす役割を与えられたが、組織の立ち位置は時期によって異なり、後に名称も変えられている。

## 第1期（1649年 - 1653年）
イングランド共和国成立直後の1649年2月14日、ランプ議会の付属機関として設立された。構想自体は1649年以前からあったらしく、1647年にヘンリー・アイアトンとジョン・ランバートが起草した『建議要目』に王政を制限する機関として名前が挙がっている。
メンバーは41人で議会から31人、ニューモデル軍から10人選出されたグループで構成され、任期は1年で、議会から行政の多くを委ねられ処理した。議長はニューモデル軍副司令官（後に司令官）オリバー・クロムウェルが選出、1651年と1652年にも連続当選している。トマス・ハリソンとチャールズ・フリートウッドなど軍幹部、それもクロムウェルの側近が取り立てられたが、ジェントリと議員経験者も国務会議に選出され、無能な人間が多いランプ議会と違い有能で改革意欲に溢れた人材が揃い、仕事ぶりと清廉な態度を当時の外国人から讃えられている。また、委員ではないがクロムウェルの秘書ジョン・サーローが情報収集と外交アドバイザーを担当、彼のスタッフも同様の役割を担うことで国務会議は内政だけでなく外交も担当することになった。
しかし国務会議が行ったことは1649年3月に逮捕した平等派の指導者ジョン・リルバーンらの審問、1652年5月から始まった第一次英蘭戦争の審議とフランスのユグノー（プロテスタント）支援ぐらいで、肝心の議会が自己保身しか考えていないため軍の怒りを買い、1653年4月20日にクロムウェルとハリソンが行ったクーデターで議会は解散、国務会議も消滅した。

## 第2期（1653年 - 1660年）
1653年12月16日、統治章典公布によりクロムウェルは護国卿に就任、国務会議も統治章典で復活した。
仕事内容は第1期と変わらず行政と外交を受け持ったが、組織の役割がやや異なる。第1期は議会の付属機関に過ぎなかったが、第2期は護国卿と共に立法・行政を行う機関として位置付けられ、委員人数は22人と減少したが任期は終身に変更、議会閉会中に護国卿が軍事・外交を行う場合は国務会議の同意が必要、国務会議は後任護国卿指名権を持つなど権限が強化され、護国卿の牽制も兼ねていた。ただし、委員は建議要目と統治章典の起草者ランバートを始めとするクロムウェルの支持者や身内が大勢選出され、サーローやブロッグヒル男爵ロジャー・ボイル、ジョージ・マンクなど委員ではない外部協力者も国務会議の周りを固めたため会議はクロムウェルの諮問機関と化し、護国卿牽制どころか支持基盤強化に繋がった。外交は1654年4月にスペインとの戦争に突入（英西戦争）、それに伴う12月のウィリアム・ペン艦隊の西インド諸島遠征（失敗に終わる）、1655年にフランスと貿易協定（後にパリ条約に進展）を締結したことが挙げられる。
1654年9月3日に第一議会開会が予定されていたが、それまでの9ヶ月間はクロムウェルが国務会議の同意を得た上で独自に法を発布、国務会議も彼と協議し財政・法・行政改革を実現しようと幅広い問題の解決に努めた。ところが、第一議会が始まるとクロムウェルと国務会議の改革姿勢は見向きもされず、議会は統治章典を始めとする護国卿体制批判を行い（統治章典に書かれた議会の権限が弱いことなどが批判の根拠）、政府と議会の方向性が違うことが明らかになるとクロムウェルと国務会議は議会と対立、混乱が収まらないため1655年1月22日にクロムウェルは議会を解散させた。政府は一旦批判を回避したが、この政争で議会の抵抗の激しさを思い知らされた。
政府は1656年9月17日に第二議会を召集したが、軍政監の地方への強権的介入が国民の怒りを招き、反対派が選出されることに危機感を抱いた国務会議は統治章典の条文を濫用して議員100人が追放されたが、議会の反抗的な態度は変わらずクロムウェルの不興も買う羽目に陥った。この追放は尾を引き議員40人退去、1657年に軍政監維持法案が議会に否決されるなど政府の旗色は悪くなっていった。
折しも、クロムウェルを王にする提案が議会からなされ、それによる体制転換が話題になった。クロムウェルは王になることを拒否したが、代わりに統治章典を修正した謙虚な請願と勧告制定を認め、組織構造がかつての王政に近付いた仕組みになった。つまり、ランプ議会で廃止された王政の機関が復活し、国務会議は名称を改め枢密院に変更、委員は護国卿が任免権を持ち権限も縮小され存在感を無くした。
1658年にクロムウェルが死亡、護国卿を継いだ息子のリチャード・クロムウェルと対立した軍が1659年に共和派と組んでランプ議会を復活させた。その際設置された治安委員会が拡大改組され、国務会議も軍と共和派が議会に代わり共和国の実権を握る形で復活した。直後にリチャードは辞職したが残った軍と議会も対立、国務会議は事態収拾のためジョージ・マンクに支援を要請、軍と共和派を排除したマンクが主導権を握った。そして、国務会議は1660年の王政復古で廃止された。